# José Vieira Machado da Cunha

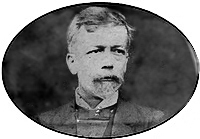
José Vieira Machado da Cunha. Foto: acervo privado.

José Vieira Machado da Cunha, primeiro barão do Rio das Flores (São João del-Rei, 1815 — Valença, 1 de novembro de 1879), foi um militar e proprietário rural brasileiro, agraciado barão por decreto de 3 de abril de 1867.
Filho de Manoel Vieira Machado e de Escolástica Agueda de Sousa, pelo lado paterno era neto de José Vieira Machado e Ana Maria de Jesus, casal cujos descendentes tiveram papel significativo dentre a nobreza do Império, principalmente na região de São João del-Rei, onde se instalaram e posteriormente vieram a falecer; e pelo lado materno descendia do Tenente Lourenço de Souza Barbosa e Theodozia Bernarda da Cunha.
Casou-se com sua prima Maria Salomé da Silva. Misael Vieira Machado da Cunha, segundo barão do Rio das Flores, foi seu filho, e sua familia inclui também seu sobrinho Manuel Vieira Machado da Cunha, primeiro e único barão da Aliança, Antero Vieira da Cunha, primeiro e único barão do Araripe, e Epaminondas Vieira da Cunha, primeiro e único barão de Itapiçuma.